# Isaac Asimov
Isaac Asimov (en ruso, Aйзек Азимов; Petróvichi, RSFS de Rusia, 2 de enero de 1920-Nueva York, 6 de abril de 1992) fue un escritor estadounidense de origen ruso, conocido por ser un prolífico autor de obras de ciencia ficción y divulgación científica.Fue profesor de Bioquímica en la Escuela de Medicina de la Universidad de Boston. 
Su obra más famosa es la Serie de la Fundación, también conocida como Trilogía o Ciclo de Trántor, que forma parte de la serie del Imperio Galáctico y que más tarde combinó con su otra gran serie sobre los robots. También escribió obras de misterio y fantasía, así como una gran cantidad de textos de no ficción. En total, firmó más de quinientos volúmenes y unas nueve mil cartas o postales. Sus trabajos han sido publicados en nueve de las diez categorías del Sistema Dewey de clasificación.
Junto con Robert A. Heinlein y Arthur C. Clarke, Asimov fue considerado en vida como uno de los «tres grandes» escritores de ciencia ficción. Se destacó por su capacidad de crear universos imaginarios basados en la ciencia que conocemos.
La mayoría de sus libros de divulgación explican los conceptos científicos siguiendo una línea histórica, retrotrayéndose lo más posible a tiempos en que la ciencia en cuestión se encontraba en una etapa elemental. A menudo brinda la nacionalidad, las fechas de nacimiento y muerte de los científicos que menciona, así como las etimologías de las palabras técnicas.
Fue miembro de Mensa durante mucho tiempo, a cuyos miembros describía como «intelectualmente combativos». Disfrutaba más de la presidencia de la Asociación Humanista Estadounidense, una organización de ideología atea.
En 1981 se nombró a un asteroide, el (5020) Asimov, en su honor.

## Biografía
Se considera que Isaac Asimov nació el 2 de enero de 1920 en Petróvichi, República Socialista Federativa Soviética de Rusia (desde 1929 y hasta ahora Óblast de Smolensk, Federación de Rusia, a cuatrocientos kilómetros al suroeste de Moscú y a dieciséis kilómetros de la frontera con Bielorrusia actual).
Sus padres, Judah Asimov y Anna Rachel Berman, de origen judeo-ruso, se trasladaron a Nueva York el 11 de enero de 1923, cuando el autor tenía tres años.
Su infancia transcurrió en el barrio neoyorquino de Brooklyn, donde el joven Isaac Asimov aprendió por sí mismo a leer a la edad de cuatro o cinco años; cabe destacar que nunca aprendió ruso. La juventud del futuro escritor transcurrió entre los estudios y el trabajo en las distintas tiendas de golosinas que su padre regentaba en el barrio de Brooklyn. Fue entre esos estantes llenos de revistas donde el joven Asimov se encontró por primera vez con la ciencia ficción. Comenzó a escribir en su adolescencia temprana y, a los diecinueve años, empezó a publicar sus relatos de ciencia ficción en las revistas de ficción llamadas pulps.
Tenía tanto miedo a volar que solo viajó en avión dos veces en toda su vida, lo que le hizo pensar que podía padecer de acrofobia. Asimismo padecía claustrofilia, lo opuesto de la claustrofobia, es decir, le gustaban los lugares pequeños y cerrados.
Recibió un bachiller universitario en Química de la Universidad de Columbia en 1939. Al ser rechazado para ingresar en las escuelas de Medicina de las universidades de Nueva York, regresó a Columbia[cita requerida] y decidió hacer una maestría en Química, título que obtuvo en 1941. El siguiente año, 1942, fue particularmente significativo para Asimov; al partir hacia la ciudad de Filadelfia obtuvo un trabajo como investigador químico en los astilleros de la marina de guerra estadounidense, empleo que mantuvo durante el transcurso de la Segunda Guerra Mundial. En 1948 consiguió el doctorado en Química, lo que le permitió el acceso a la Universidad de Boston donde permaneció como asociado, pero sin opción a enseñar. La universidad dejó de pagarle el salario en 1958, pero, para entonces, los ingresos procedentes de su trabajo como escritor eran mayores que los que conseguía con su labor universitaria. Asimov permaneció en la facultad como profesor asociado, y en 1979 le ascendieron a profesor titular. Sus documentos personales de los años 1965 en adelante se archivaron en la Biblioteca Mugar Memorial de la Universidad de Boston, donde ocupan 464 cajas en 71 m(metro) de estanterías. En 1985 fue elegido presidente honorario de la Asociación Humanista Estadounidense, cargo que ocupó hasta su muerte en 1992. Su sucesor fue su amigo y colega Kurt Vonnegut. Fue también vicepresidente honorario del club Mensa hasta la muerte de su directora Margot Seitelman el 5 de noviembre de 1989.
Asimov se casó el 26 de julio de 1942 con Gertrude Blugerman, con la que tuvo dos hijos: David y Robyn, nacidos respectivamente en 1951 y 1955. Tras un largo periodo de separación se divorciaron en 1973 y al final de ese año Isaac Asimov se casó con Janet Opal Jeppson.

### Enfermedad y muerte
En 1977, Asimov sufrió un ataque cardíaco. En diciembre de 1983, se le practicó una cirugía cardiovascular en la que le realizaron un triple baipás coronario. Durante una operación, se le realizó una transfusión de sangre que resultó estar contaminada con el virus VIH. Cuando fue descubierta la infección por VIH, sus médicos insistieron en no hacer pública la información debido al prejuicio que se tenía en ese tiempo contra los infectados por dicha enfermedad.
Asimov murió en Nueva York el 6 de abril de 1992, donde fue incinerado. Le sobrevivieron su viuda Janet y los hijos de su primer matrimonio, así como sus hermanos. Su hermano Stanley informó que la causa de muerte fue insuficiencia cardíaca y renal. La familia optó por no revelar que la muerte se había debido a la enfermedad del sida, ya que dos días después del fallecimiento se produjo una gran controversia pública cuando el tenista Arthur Ashe anunció que tenía la misma enfermedad (también contraída en 1983 de una transfusión sanguínea durante una cirugía de baipás coronario).[cita requerida] También los doctores continuaron insistiendo en mantenerlo en secreto.
En 2002, cuando muchos de los médicos que atendieron a Asimov habían fallecido, Janet y Robyn Asimov acordaron revelar que la muerte de Isaac Asimov fue debida al sida. Janet Asimov hizo pública la información previamente a la publicación de la autobiografía póstuma de Asimov It's Been a Good Life (2002), que la propia Janet había editado y en la que ella misma revelaba las circunstancias del contagio y de su fallecimiento.

## Posición intelectual
Isaac Asimov fue un humanista y un racionalista. No se oponía a las convicciones religiosas genuinas de los demás, pero se enfrentó a las supersticiones y a las creencias infundadas.
Asimov era un progresista en temas políticos y partidario del Partido Demócrata de los Estados Unidos. En una entrevista televisiva a principios de los años 1970, respaldó públicamente a George McGovern. Se sintió muy desilusionado cuando vio las tácticas, que él consideraba irracionales, de los activistas progresistas desde finales de los años 1960 en adelante.
Su defensa de las aplicaciones civiles de la energía nuclear, sobre todo tras el accidente nuclear de la Isla de las Tres Millas, dañó sus relaciones con la izquierda. En una carta reimpresa en Tuyo, Isaac Asimov, afirmaba que: «prefería una casa cerca de una planta de energía nuclear que en una colonia en Love Canal o cerca de una planta de isocianato de metilo de la Union Carbide» (referencia al desastre de Bhopal).
Publicó mucho sobre el control de la natalidad, reflejando la perspectiva articulada por Paul R. Ehrlich y en los últimos años de su vida, Asimov condenó el deterioro de la calidad de vida que percibía en la ciudad de Nueva York al reducirse las inversiones por la huida de la clase media a los suburbios. Su último libro de no ficción, La ira de la Tierra, escrito junto con otro autor de ciencia ficción, Frederik Pohl, trata de aspectos medioambientales como el calentamiento global y la destrucción de la capa de ozono.

## Obras
La carrera de Asimov puede dividirse en varios períodos. En sus primeros años el tema dominante fue la ciencia ficción, iniciándose con cuentos en 1939. En 1950 publicó su primera novela, Un guijarro en el cielo. Esta etapa duró hasta 1958, terminando con la publicación de El sol desnudo. Posteriormente disminuyó de manera importante su producción de libros de ficción mientras se dedicaba a otros temas y en los siguientes veinticinco años publicó solamente cuatro libros de ciencia ficción. A partir de 1982, se inició la segunda etapa de su actividad en la ciencia ficción con la publicación de Los límites de la Fundación. Desde entonces y hasta su muerte, Asimov publicaría muchas secuelas de sus novelas ya escritas, dándoles un tratamiento de conjunto en una forma que seguramente él mismo no había previsto. Se estima en 429 los libros escritos por Asimov.
Asimov pensaba que sus contribuciones más duraderas serían las tres leyes de la robótica y la Serie de la Fundación Más aún, el Diccionario de inglés de Oxford le da crédito al introducir las palabras positrónico, psicohistoria y robótica en el idioma inglés. La primera de estas palabras se aplica a una tecnología enteramente ficticia, aunque basada en el nombre de la partícula subatómica de antimateria opuesta al electrón, el positrón, mientras que la segunda se utiliza con frecuencia en un sentido diferente al empleado por Asimov; sin embargo, el uso de robótica continúa aplicándose con el sentido dado por Asimov.

### Divulgación científica
Durante los últimos años de la década de 1950 y hasta entrada la década de 1960, Isaac Asimov redujo sustancialmente su producción de ficción y enfocó sus intereses hacia los ensayos. Entre El Sol Desnudo de 1957 y Los Límites de la Fundación de 1982, solo publicó cuatro novelas, dos de las cuales fueron de misterio. En este mismo periodo, incrementó en gran medida su producción literaria en otras áreas, escribiendo casi siempre sobre temas científicos. El lanzamiento del Sputnik en 1957 despertó el interés del público sobre la ciencia, interés que los editores de Asimov le pidieron que cubriera con cuanto material fuera capaz de escribir. Al mismo tiempo, la revista mensual The Magazine of Fantasy & Science Fiction le invitó a continuar su habitual columna, que había comenzado en la ya cerrada revista bimestral del mismo grupo, Venture Science Fiction, especializada en la divulgación científica, y dio a Asimov completa libertad para publicar. La primera de las contribuciones a esta revista mensual The Magazine of Fantasy & Science Fiction apareció en noviembre de 1958 y continuó desde entonces con otras 399 colaboraciones, hasta que su estado de salud le impidió seguir. Estas columnas, coleccionadas periódicamente en libros por su principal editor, Doubleday, ayudaron a Asimov a crearse una reputación como gran divulgador de ciencia y, según él, fueron las únicas obras de divulgación que escribió en las que no tenía que suponer de sus lectores una completa ignorancia en los temas discutidos. La popularidad de su primer trabajo de gran envergadura, la Guía de la Ciencia para el Hombre Inteligente, también le permitió desprenderse de gran parte de sus responsabilidades académicas y convertirse esencialmente en escritor a tiempo completo.
Asimov publicó la Guía Asimov para la Biblia en dos volúmenes que comprendían el Antiguo Testamento (1967) y el Nuevo Testamento (1969), y luego los combinó en un solo volumen de 1300 páginas en 1981. Lleno de mapas y tablas, la guía conduce a través de los libros de la Biblia en orden, explicando la historia de cada uno y las influencias políticas que les habían afectado, como también información biográfica sobre los personajes importantes.
También escribió varios ensayos sobre las convenciones sociales de su día, incluyendo Thinking About Thinking y Science: Knock Plastic (1967).
La gran variedad de información que cubren los escritos de Asimov llevaron a Kurt Vonnegut a preguntarle en una ocasión: «¿Cómo se siente sabiéndolo todo?». Asimov le respondió que él solo sabía cómo se sentía al tener esta reputación de omnisciente: inquieto. En la introducción de su colección de historias Slow Learner, el novelista estadounidense Thomas Pynchon admitió que obtenía en las obras de divulgación científica de Asimov y en el Oxford English Dictionary todos sus conocimientos sobre la entropía.
La faceta como divulgador científico resaltaba en su libro de divulgación científica El Universo (publicado en 1966 en inglés, en español en 1971), en el que expone, sin utilizar un lenguaje muy técnico, todo el conjunto de certidumbres científicas existentes sobre el Universo a través de la descripción de diferentes hechos astronómicos y físicos.

### Ciencia ficción
De entre sus obras de ciencia ficción, las más conocidas pertenecen al Ciclo de Trántor o la serie de las Fundaciones. La trilogía original (Fundación, Fundación e imperio y Segunda Fundación) recibió el premio Hugo a la mejor serie de ciencia ficción de todos los tiempos. Posteriormente, escribió Los límites de la Fundación y Fundación y Tierra, que siguen con los acontecimientos de Segunda Fundación. En Fundación y Tierra, Asimov enlaza la serie de la Fundación con las novelas de robots al introducir a uno de sus más conocidos personajes: R. Daneel Olivaw. Sus novelas de robots destacan por ser de tipo policíaco, por lo cual Asimov es considerado como un pionero en la ciencia ficción policíaca. En las novelas de robots (Las bóvedas de acero, El sol desnudo, Los robots del amanecer, Robots e Imperio) Asimov crea a otro de sus grandes personajes: Elijah Baley. En Preludio a la Fundación y Hacia la Fundación, Asimov narra los orígenes de la psicohistoria, máxima creación de Hari Seldon. Estas novelas sirven también de nexo entre las novelas de robot y las de la Fundación, al presentar el encuentro de Hari Seldon con Daneel.
La obra de Asimov no es ajena al humor, en la revista Astounding Science Fiction publicó, en 1948, un artículo seudocientífico y humorístico titulado Las asombrosas propiedades endocrónicas de la tiotimolina resublimada, cuyo tema era una sustancia que se disuelve exactamente 1.2 segundos «antes» de que se le agregue agua.
También destacaron sus antologías de ciencia ficción, especialmente la serie La edad de oro de la ciencia ficción, en la que publicó en forma de recopilación los cuentos leídos por Asimov a los once años y releídos y seleccionados en su madurez, añadiendo al comienzo de ellos comentarios del autor y en qué revista se publicó.

### Cronología de novelas y colecciones de relatos cortos de ciencia ficción

#### Novelas
- 1950: Un guijarro en el cielo (Pebble in the Sky)
- 1951: En la arena estelar (The Stars Like Dust)
- 1951: Fundación (Foundation)
- 1952: Fundación e Imperio (Foundation and Empire)
- 1952: Las corrientes del espacio (The Currents of Space)
- 1952: David Starr, el ranger del espacio (Lucky Starr, Space Ranger), como Paul French
- 1953: Segunda Fundación (Second Foundation)
- 1953: Los piratas de los asteroides (Lucky Starr and the Pirates of the Asteroids), como Paul French
- 1954: Las bóvedas de acero (The Caves of Steel)
- 1954: Los océanos de Venus (Lucky Starr and the Oceans of Venus), como Paul French
- 1955: El fin de la Eternidad (The End of Eternity)
- 1956: El gran sol de Mercurio (Lucky Starr and the Big Sun of Mercury), como Paul French
- 1957: El sol desnudo (The Naked Sun)
- 1957: Las lunas de Júpiter (Lucky Starr and the Moons of Jupiter), como Paul French
- 1958: Los anillos de Saturno (Lucky Starr and the Rings of Saturn), como Paul French
- 1966:  Viaje alucinante (Fantastic Voyage)
- 1972: Los propios dioses (The Gods Themselves)
- 1976: Asesinato en la convención
- 1982: Los límites de la Fundación (Foundation´s Edge)
- 1983: Los robots del amanecer (The Robots of Dawn)
- 1985: Robots e Imperio (Robots and Empire)
- 1986: Fundación y Tierra (Foundation and Earth)
- 1987: Viaje alucinante 2: Destino cerebro. Fantastic Voyage II. Destination Brain
- 1988: Preludio a la Fundación (Prelude to Foundation)
- 1989: Némesis
- 1990: Anochecer (con Robert Silverberg)
- 1992: Hijo del tiempo
- 1992: Cleón el emperador
- 1993: Hacia la Fundación (Forward the Foundation, póstuma)

#### Antologías y recopilaciones de relatos
- 1950: Yo, robot (I, Robot)
- 1955: A lo marciano / En lo profundo (The Martian Way and Other Stories). Incluidos los relatos en la compilación de 2010 Relatos completos 2
- 1957: Con la Tierra nos basta / El pasado muerto y otros cuentos (Earth is Room Enough). Incluidos los relatos en la compilación de 2010 Relatos completos 2
- 1959: Nueve futuros (Nine Tomorrows). Incluidos los relatos en la compilación de 2010 Relatos completos 2
- 1964: The Rest of the Robots, publicada en español en tres volúmenes: Los robots / El resto de los robots / Otra vez los robots
- 1968: Estoy en Puertomarte sin Hilda (Asimov's Mysteries). Incluidos los relatos en la compilación de 2014 Relatos completos 3
- 1969: Nightfall and Other Stories, publicada en español en tres volúmenes con los relatos en un orden diferente: Los ojos hacen algo más que ver, La máquina que ganó la guerra y Cuarta generación. Incluidos los relatos en la compilación de 2014 Relatos completos 3
- 1972: The Early Asimov, publicada en español en tres volúmenes como «Isaac Asimov. Selección 1, 2 y 3» y posteriormente en 2009 en Relatos completos 1
- 1973: Lo mejor de Isaac Asimov (The Best of Isaac Asimov)
- 1974: Cuentos de los Viudos Negros / Relatos del club de los Viudos Negros (Tales of the Black Widowers)
- 1975: Compre Júpiter (Buy Jupiter and Other Stories)
- 1976: El hombre bicentenario y otras historias (The Bicentennial Man)
- 1976: Más cuentos de los Viudos Negros / Más relatos del club de los Viudos Negros (More Tales of the Black Widowers)
- 1980: El archivo de los Viudos Negros (Casebook of the Black Widowers)[18]
- 1982: Los robots / El robot completo (The Complete Robot)
- 1983: Los vientos del cambio (The Winds of Change and Other Stories)
- 1986: Sueños de robot (Robot Dreams)
- 1986: Cuentos paralelos (The Alternate Asimovs)
- 1988: Azazel
- 1989: Crónicas (The Asimov Chronicles)
- 1990: Los enigmas de los Viudos Negros (Puzzles of the Black Widowers)
- 1990: Visiones de robot (Robot Visions)
- 1990: Cuentos completos I
- 1992: Cuentos completos II
- 1995: Adiós a la Tierra (Gold: The Final Science Fiction Collection)

#### Cuentos
- 1951: ¡Cómo se divertían! (The Fun They Had)

#### Para una historia de la ciencia ficción, según Asimov
- 1962: Los Premios Hugo 1955-1961 (The Hugo Winners 1955-1961)
- 1971: Los Premios Hugo 1962-1967 (The Hugo Winners 1962-1967)
- 1971: Los Premios Hugo 1968-1969 (The Hugo Winners 1968-1969)
- 1973: Los Premios Hugo 1970-1972 (The Hugo Winners 1970-1972)
- 1974: La Edad de Oro de la Ciencia Ficción 1, 2, 3 y 4 (Before the Golden Age)
- 1977: Los Premios Hugo 1973-1975 (The Hugo Winners 1973-1975)
- 1979: La Edad de Oro de la Ciencia Ficción 1939-1940 (Asimov Presents the great SF Stories 1939-1940)
- 1980: La Edad de Oro de la Ciencia Ficción 1941 (Asimov Presents the great SF Stories 1941)
- 1980: La Edad de Oro de la Ciencia Ficción 1942-1943 (Asimov Presents the great SF Stories 1942-1943)
- 1981: La Edad de Oro de la Ciencia Ficción 1944-1945 (Asimov Presents the great SF Stories 1944-1945)
- 1981: Lo mejor de la ciencia ficción del siglo XIX 1 y 2 (The best Science Fiction of the 19th Century)
- 1982: La Edad de Oro de la Ciencia Ficción 1946-1947 (Asimov Presents the great SF Stories 1946-1947)
- 1985: Los Premios Hugo 1976-1977 (The Hugo Winners 1976-1977)
- 1985: Los Premios Hugo 1978-1979 (The Hugo Winners 1978-1979)
- 1986: Los Premios Hugo 1980-1982 (The Hugo Winners 1980-1982)

#### Sobre ciencia ficción
- 1981: Sobre la ciencia ficción (Asimov on Science Fiction)
- 1992: La receta del tiranosaurio 1, 2 y 3 (The Tyrannosaurus Prescription)

### Divulgación histórica
A partir de 1965 y hasta mediados de los años 1970, Asimov compagina la creación literaria de ficción con la divulgación histórica a través de varios libros que comprenden las más importantes civilizaciones y periodos históricos. Como por ejemplo la civilización egipcia, griega y romana, pasando por la Edad Media, el descubrimiento del Nuevo Mundo y la formación de Estados Unidos. El autor trata de atraer al gran público al conocimiento de la historia a través de una narración amena y sencilla. Se trata principalmente de historia político/militar.
Esta serie de obras ha sido común e informalmente denominada Historia Universal Asimov y está compuesta por catorce volúmenes, con mapas y cronología incluidos en cada uno de los mismos.
Volúmenes de la serie
- 1968: El Cercano Oriente (Título original: The Near East)
- 1971: La Tierra de Canaán (Título original: The Land Of Canaan)
- 1967: Los Egipcios (Título original: The Egyptians)
- 1965: Los griegos (Título original: The Greeks: A Great Adventure)
- 1966: La República Romana (Título original: The Roman Republic)
- 1967: El Imperio Romano (Título original: The Roman Empire)
- 1970: Constantinopla (Título original: Constantinople - The Forgotten Empire)
- 1970: La Alta Edad Media (Título original: The Dark Ages)
- 1969: La formación de Inglaterra (Título original: The Shaping of England)
- 1972: La formación de Francia (Título original: The Shaping of France)
- 1973: La formación de América del Norte (Título original: The Shaping of North America. From Earliest times to 1763)
- 1974: El nacimiento de los Estados Unidos (1763‑1816) (Título original: The Birth of the United States (1763‑1816))
- 1975: Los Estados Unidos desde 1816 hasta la Guerra Civil (Título original: Our Federal Union - The Union States from 1816 to 1865)
- 1977: Los Estados Unidos desde la Guerra Civil hasta la Primera Guerra Mundial (Título original: The Golden Door - The United States from 1865 to 1918)
- 1991: El paso de los milenios

### Divulgación científica
Durante las décadas de 1960 y 1970, Isaac Asimov ralentizó su producción de novelas y relatos de ficción para dedicarse casi por completo a la divulgación científica. Además, desde noviembre de 1958 hasta su muerte en 1992, publicó un ensayo científico mensual en la revista Fantasy and Science Fiction, la mayoría de los cuales fueron posteriormente recopilados y editados. A continuación una lista de los libros de divulgación científica traducidos al español:
- 1959: Momentos estelares de la ciencia
- 1965: Breve historia de la química
- 1967: ¿Hay alguien ahí?
- 1969: Grandes ideas de la ciencia
- 1971: La tragedia de la Luna (Recopilación)
- 1971: El Universo. De la Tierra plana a los quásares
- 1973: Introducción a la ciencia
- 1977: 100 preguntas básicas sobre la ciencia
- 1977: Cómo descubrimos el petróleo
- 1977: Cómo descubrimos los números
- 1977: El electrón es zurdo y otros ensayos científicos (Recopilación)

- 1979: Civilizaciones extraterrestres
- 1980: Vida y tiempo
- 1980: El planeta que no estaba (Recopilación)
- 1981: Fotosíntesis
- 1981: El Sol brilla luminoso (Recopilación)
- 1982: Los gases nobles
- 1983: La estrella de Belén y otros ensayos científicos (Recopilación)
- 1984: La medición del Universo
- 1984: «X» representa lo desconocido (Recopilación)
- 1984: La búsqueda de los elementos
- 1984: Hasta donde alcanza el ojo (Recopilación)
- 1984: De Saturno a Plutón
- 1985: El monstruo subatómico (Recopilación)
- 1985: El cometa Halley
- 1986: Nueva guía de la ciencia
- 1986: El código genético
- 1986: Soles en explosión
- 1988: La relatividad del error (Recopilación)
- 1989: El secreto del Universo (Recopilación)
- 1990: Historia y cronología de la ciencia y de los descubrimientos
- 1991: Alpha Centauri. La estrella más próxima
- 1991: Fronteras
- 1992: Orígenes
- 2000: De los números y su historia

### Otros
Asimov también escribió historias de misterio (El negociante de muerte, Asesinato en la convención, las historias de los Viudos Negros: Cuentos de los viudos negros [1971, 1972, 1973, 1974], Más cuentos de los viudos negros [1976] y El archivo de los viudos negros [1980]) y de fantasía (Azazel).
Hacia el fin de su vida Asimov publicó una serie de recopilaciones de limericks (clase popular de poemas humorísticos de cinco líneas), siendo la mayoría su propia obra, comenzando con Versos humorísticos lascivos (1975). Limericks: Too Gross (Versos: Demasiado brutos), cuyo título muestra su amor a los juegos de palabras, contiene 144 limericks de Asimov y un número igual del poeta John Ciardi. Tesoros del humor de Asimov es a la vez un libro de chistes y un tratado sobre su teoría de humor. Según Asimov, el elemento más esencial del humor es un cambio súbito de punto de vista que de repente mueve el foco desde lo importante a lo trivial, o desde lo sublime a lo ridículo.
Asimov publicó su autobiografía en dos tomos: En la memoria todavía verde (1979) y En la alegría todavía sentida (1980). Una tercera autobiografía, Yo, Asimov: Memorias, se publicó en 1994. El epílogo lo escribió su viuda, Janet Asimov, poco después de la muerte de Isaac. Ha sido una buena vida (2002), redactada por Janet, es una versión resumida de las tres autobiografías.

### Temática literaria
Gran parte de la ficción de Asimov se basa en el tema del paternalismo. Su primera historia de robots, Robbie, cuenta la historia de una niñera robótica. A medida que los robots se hacen más sofisticados, sus intervenciones son más sutiles. En Evidencia un robot camuflado como humano consigue un cargo electo. En El conflicto evitable, los robots le quitan el protagonismo a la Humanidad, actuando como niñeros de la especie humana.
Posteriormente, en Robots e Imperio, un robot desarrolla lo que se llama la «Ley Cero de la robótica», que establece que «un robot no puede dañar a la Humanidad, o, por inacción, permitir que ésta se ponga en peligro». También decide que la presencia robótica está sofocando la libertad de la Humanidad, por lo que la mejor línea de acción es la desaparición por sí mismos, la de los robots. Una historia que no es de robots, El fin de la Eternidad, muestra un conflicto similar y una misma resolución.
En la serie de la Fundación, que originalmente no tenía robots, el personaje Hari Seldon desarrolla la ciencia llamada psicohistoria a través de la que podrá lograrse crear un imperio después de mil años. Esta serie tiene su propia versión de los guardianes de la República de Platón en el libro Segunda Fundación, que perfeccionan y protegen el plan. Cuando Asimov termina de escribir la serie en los años cincuenta, la Segunda Fundación eran presentados como los protectores de la Humanidad. Cuando en los años 1980 revisita la serie, le da un tono aún más explícito al tema paternalista.
En Los límites de la Fundación introduce el planeta «Gaia», obviamente basándose en la hipótesis Gaia. Todo animal, planta y mineral de Gaia participan de una conciencia común, formando una super-mente que trabaja conjuntamente para el bien común. Al final de esta novela, el protagonista Golan Trevize debe decidir si permite o no el desarrollo de «Galaxia», una mayor versión de Gaia que abarca toda la galaxia. Además se introduce a los robots en el universo de la Fundación.
Aun así, es en Fundación y Tierra donde aparecen los primeros robots de la serie que interactúan con los personajes. Y las posteriores precuelas, Preludio a la Fundación y Hacia la Fundación, exploran su comportamiento con mayor detalle. Los robots se han revelado como ocultos benefactores de la humanidad.
Otro tema frecuente, tal vez el revés del paternalismo, es la opresión social. Las corrientes del espacio toma lugar en un planeta donde crece un fibro-vegetal único y a los campesinos los explotan los aristócratas de un planeta cercano. El héroe de En la arena estelar ayuda a un planeta que es oprimido por un arrogante imperio interplanetario, los Tyrann.
Las víctimas de la opresión son muchas veces la gente de la Tierra (a diferencia de colonos en el espacio) o los robots. En El hombre bicentenario un robot lucha contra el prejuicio para hacerse aceptar como humano. En Bóvedas de acero, la gente de la Tierra siente antipatía hacia los ricos «espaciales» de otros planetas y trata a los robots (asociados con los espaciales) de una forma semejante a la de los estadounidenses blancos trataban a los negros a principios del siglo XX, por ejemplo, dirigiéndose a ellos como muchacho. El guijarro en el cielo muestra una situación parecida: el Imperio Galáctico gobierna la Tierra y su gente usa términos tales como miserable terrícola (Earthie-squaw), sucio terráqueo o simplemente terráqueo, pero la Tierra es una dictadura teocrática que impone la eutanasia a todos a la edad de sesenta años. Los héroes son Bel Arvardan, hidalgo galáctico que tiene que superar sus prejuicios y Joseph Schwartz, un sesentón estadounidense del siglo XX que había emigrado desde Europa, donde su pueblo fue perseguido (es bien posible que fuera judío), y se encuentra transportado en el tiempo hasta la época de Arvardan. Tiene que decidir si ayuda a una sociedad oprimida que no lo considera apto para seguir viviendo.
Otro tema frecuente de Asimov es el pensamiento racional. Fusionó el misterio policíaco con la ciencia ficción en la novela Bóvedas de acero (1954) y en los cuentos de Misterios de Asimov, en los que generalmente jugaba limpio con el lector introduciendo temprano toda ciencia y tecnología involucrada en la resolución de la trama. Más tarde produjo obras de ficción policíaca, incluyendo la novela Asesinato en la convención y los Cuentos de los viudos negros, en los que siguió la misma regla. Frecuentemente en toda su ficción, las escenas importantes son esencialmente debates, siendo el ganador el lado más racional, el más humanitario, o simplemente el más persuasivo.

### La educación electrónica
En una entrevista en 1988 con Bill Moyers, Asimov propuso el aprendizaje electrónico, donde la gente usaría computadoras para encontrar información sobre temas en los que estaban interesados y esto haría más interesante aprender, puesto que la gente tendría la libertad de escoger qué aprender y ayudaría a difundir el conocimiento alrededor del mundo.

### Críticas a su obra
Las principales críticas a la obra temprana de Asimov giraban en torno a que no abordaba temas de sexualidad de sus personajes y que tampoco incluía criaturas extraterrestres, lo que a los ojos de algunos lectores dotaba a sus libros de cierta frialdad y cientifismo difícil de asimilar. Sin embargo, en sus obras más tardías intentó compensar estas críticas introduciendo este tema, ya fuese en forma jocosa, como en Playboy y el Dios mucoso, o seriamente, como en la novela Los propios dioses (The Gods Themselves), escrita en 1972 y ganadora de los premios Hugo y Nébula, que parece haber sido escrita como una respuesta a estas críticas. En ella trata ampliamente ambas temáticas. Asimov se mostró especialmente satisfecho de esta obra y a la parte central de la novela la consideró lo mejor de sus escritos.
La razón para no incluir extraterrestres en sus obras es explicada por el propio Asimov en uno de sus libros, en uno de los comentarios previos al relato (que según el propio autor algunos lectores consideran mejores que los relatos en sí). En una de sus primeras historias, Homo Sol, la civilización humana entra en contacto con la Federación, compuesta por seres humanoides, que no son humanos. Los humanos, aunque más atrasados en lo tecnológico cuentan con un gran potencial de expansión y aprendizaje. Esto pareció agradar bastante a John W. Campbell (editor de Asimov y escritor anterior a la edad de oro). Sin embargo, para Campbell «humano» significaba, por defecto, occidental del norte de Europa. Este enfoque no fue del agrado de Asimov (de origen ruso-judío) y para evitar este tipo de conflictos, decidió crear galaxias únicamente humanas, en las que no se hace referencia a razas.
Otros criticaban la falta de personajes fuertes femeninos en sus obras iniciales. Asimov se excusó aduciendo su falta de experiencia inicial como escritor prácticamente juvenil. Sin embargo, a medida que avanza en su obra, los personajes femeninos ganan importancia, como Susan Calvin en Yo, Robot, Noys Lambert en El fin de la Eternidad, Arkady en Segunda Fundación, Bliss en Fundación y Tierra, Gladia Solaria en Los robots del amanecer o Dors Venabili además de Bayta Darell (Fundación e Imperio) en las secuelas de la trilogía original de La Fundación.
Durante la década de 1980, embarcado por presiones editoriales en sucesivas continuaciones de la serie Fundación y en pleno auge del movimiento Ciberpunk, la visión positiva de Asimov de la ciencia y la tecnología fue denostada por esta corriente literaria, más crítica hacia sus desviaciones y abusos.

## Adaptaciones
- El robot embustero (1966), cortometraje dirigido por Antonio de Lara, basado en el cuento ¡Embustero!
- A halhatatlanság halála (1977), telefilme dirigido por András Rajnai, basado en la novela El fin de la Eternidad
- The Ugly Little Boy (1977), cortometraje dirigido por Barry Morse y Donald W. Thompson, basado en la novela corta El chiquillo feo
- All the Troubles of the World (1978), cortometraje dirigido por Dianne Haak-Edson, basado en el cuento Todos los males del mundo
- El fin de la eternidad (1987), película dirigida por Andrei Yermash, basada en la novela El fin de la Eternidad
- Nightfall (1988), película dirigida por Paul Mayersberg, basada en la novela corta Anochecer
- Robots (1988), película dirigida por Doug Smith y Kim Takal, basada en la Serie de los robots
- Feeling 109 (1988), cortometraje dirigido por Richard Kletter, basado en una historia de Asimov
- Teach 109 (1989), telefilme dirigido por Richard Kletter, basado en una historia de Asimov (la misma de The Android Affair)
- The Android Affair (1995), telefilme dirigido por Richard Kletter, basado en una historia de Asimov (la misma de Teach 109)
- El hombre bicentenario (1999), película dirigida por Chris Columbus, basada en la novela corta El hombre bicentenario y en la novela El robot humano
- Nightfall (2000), película dirigida por Gwyneth Gibby, basada en la novela corta Anochecer
- Yo, robot (2004), película dirigida por Alex Proyas, basada en ideas de los cuentos de la Serie de los robots
- Formula of Death (2012), telefilme dirigido por Behdad Avand Amini, basado en la novela El negociante de muerte
- Spell My Name with an S (2014), cortometraje dirigido por Samuel Ali, basado en el cuento Escriba mi nombre con una S
- Fundación (2021), serie creada por David S. Goyer y Josh Friedman, basada en la Serie de la Fundación
- Más ciencia que ficción (2013), serie de Jesús Pedro Zamora Bonilla, en TVE‑2. Asimov es el protagonista del primer capítulo de la serie documental.[20]

## Novelizaciones
- Novela Viaje alucinante, novelización de la película Fantastic Voyage (1966)

## Honores y premios
En honor de Asimov se nombró al asteroide, (5020) Asimov y al cráter Asimov, en el planeta Marte.
A lo largo de su dilatada trayectoria literaria recibió numerosos premios y honores entre los que destacan:
- 1963, Premio Hugo especial por sus artículos en The Magazine of Fantasy & Science Fiction.
- 1966, Premio Hugo a la mejor serie de ciencia ficción de todos los tiempos por la Trilogía de la Fundación.
- 1972, Premio James T. Grady a la mejor labor divulgación científica por Introducción a la ciencia.
- 1973, Premio Hugo y Premio Nébula a la mejor novela por Los propios dioses.
- 1977, Premio Hugo y Premio Nébula a la mejor novela corta por El hombre bicentenario.
- 1983, Premio Hugo a la mejor novela por Los límites de la Fundación.
- 1992, Premio Hugo a la mejor novela corta por Gold.
- 1995, Premio Hugo al mejor trabajo de no-ficción por I, Asimov: A memoir.

En 1965, Asimov tenía catorce doctorados honoris causa por diferentes universidades.